# Robert Stack (General)
Robert Ignatius Stack (* 1. Februar 1896 in Amsterdam, Montgomery County, New York, USA; † 20. März 1988 in King George, King George County Virginia, USA) war ein amerikanischer Generalstabsoffizier im Range eines Brigadegenerals.

## Beruflicher Werdegang
Robert Stack war Alumnus der Cornell University  in Ithaca, New York. Er diente von 1917 bis 1953 bei den amerikanischen Streitkräften.
Stack wurde im Ersten Weltkrieg und danach in China und auf den Philippinen eingesetzt, bevor er am Zweiten Weltkrieg in Nordafrika und an der Operation Shingle teilnahm. Im Juni 1943 wurde er zeitlich begrenzt zum Brigadegeneral befördert. Er war von Februar 1944 bis Oktober 1945 stellvertretender Kommandeur und von Oktober 1945 bis zu ihrer Auflösung am 15. Dezember 1945 nach ihrer Heimkehr in die USA Kommandeur der 36. Infanteriedivision („Texas Division“).
Stack war der US-General, dem sich der frühere Oberbefehlshaber der Luftwaffe Hermann Göring am 7. Mai 1945 ergab, und daraufhin festgenommen wurde. Stack befragte Göring am 8. Mai 1945 als erster. Bereits kurz vorher hatten Truppen unter Stacks Kommando den Generalfeldmarschall Gerd von Rundstedt in Bad Tölz in Haft genommen.
Während des Koreakrieges trainierte Stack als stellvertretender Kommandeur Reservetruppen  im Camp Roberts in Kalifornien. 1953 ging er in den Ruhestand.

## Privatleben
Stack war mit Sherry D Stack (1904–1982) verheiratet. Robert I. Stack starb im März 1988 im Alter von 92 Jahren in King George, Virginia. Er liegt neben seiner Frau auf dem Culpeper National Cemetery in Culpeper, Culpeper County, Virginia begraben.